# Hieronymiella argentina
Hieronymiella argentina är en amaryllisväxtart som först beskrevs av Ferdinand Albin Pax, och fick sitt nu gällande namn av Armando Theodoro Hunziker och S.C.Arroyo. Hieronymiella argentina ingår i släktet Hieronymiella och familjen amaryllisväxter. Inga underarter finns listade i Catalogue of Life.